# كيفن لويد
كيفن لويد (بالإنجليزية: Kevin Lloyd) (26 سبتمبر 1970 المملكة المتحدة - ) هو لاعب كرة قدم بريطاني يلعب كمدافع.

## روابط خارجية
- كيفن لويد على موقع قاعدة بيانات كرة القدم.إي يو (الإنجليزية)
- كيفن لويد على موقع Soccerbase.com (لاعب) (الإنجليزية)